# Danhostel
Danhostel Danmarks vandrerhjem er brancheorganisation for alle danske vandrerhjem. Derudover er foreningen medlemsorganisation for en lang række af vandrerhjem i Danmark. I Danmark findes i 2022, 58 Danhostel vandrerhjem, der er fordelt ud over hele landet. 
Ud over overnattende feriegæster benyttes Danhostels også tit af forretningsrejsende og håndværkere eller lejrskole.
Danhostel er medlem af den internationale brancheorganisation Hostelling International, hvor mere end 4.000 vandrerhjem i over 70 lande er tilknyttet.

## Historie
Richard Schirrmann var i 1900-tallet manden bag det første vandrerhjem nogensinde. Han var en ung skolelærer, der ofte tog sine elever med på ferier og lange vandrerture. Her overnattede de ofte på tvivlsomme steder, som i lader og lignende. Richard Schirrmann besluttede derfor at oprette faste overnatningssteder på sine yndlingsruter, så der var gode steder at sove på disse skoleture.
Modellen blev sat i værk i 1912 med hjælp fra forretningsmanden Wilhelm Münker, og således blev ungdomsherberget på Borgen Altena,  Altena, Nordrhein-Westfalen, verdens første vandrerhjem. Bare et år senere var der oprettet hele 82 Vandrerhjem over hele Tyskland. 
Efter første verdenskrig blomstrede vandrerhjemsbevægelsen for alvor op, og der blev etableret vandrerhjemsorganisationer i 10 europæiske lande. Her i blandt Danhostel i Danmark. Og i 1930 kunne det første vandrerhjem i Danmark slå dørene op. Der kom hurtigt flere og flere til, som spredte sig over hele landet. Danhostel Helsingør vandrerhjem var det første kommunale vandrerhjem i Danmark.